# Rotbach- und Bruchbachtal
Koordinaten: 50° 36′ 40″ N, 6° 36′ 27″ O

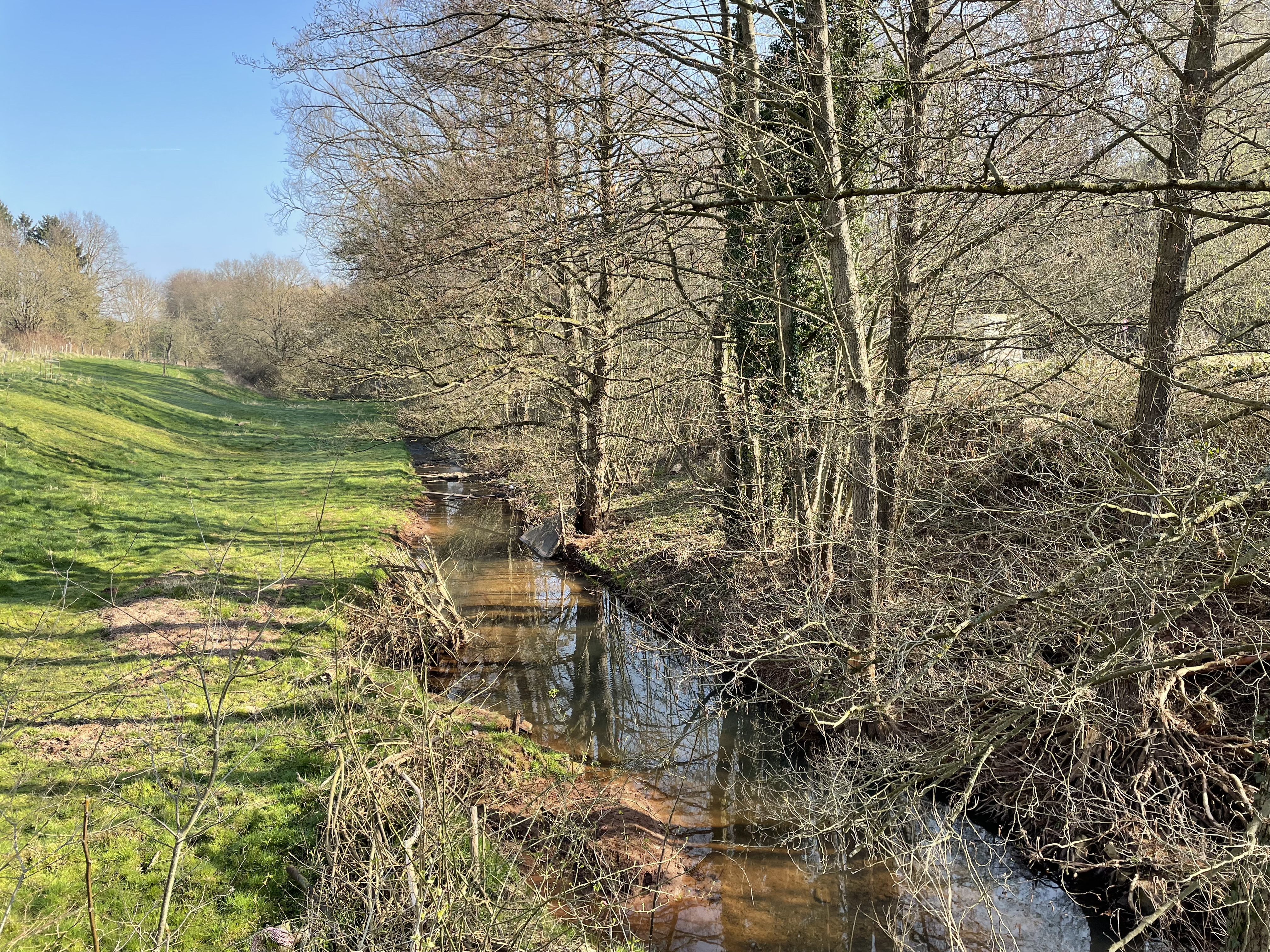
Rotbach- und Bruchbachtal

Das Naturschutzgebiet Rotbach- und Bruchbachtal liegt auf dem Gebiet der Stadt Mechernich im Kreis Euskirchen in Nordrhein-Westfalen.
Das aus drei Teilflächen bestehende Gebiet erstreckt sich nordwestlich der Kernstadt Mechernich und nordöstlich des Mechernicher Stadtteils Bleibuir. Östlich verlaufen die B 477 und die B 266, südwestlich verläuft die Landesstraße L 169.

## Bedeutung
Für Mechernich ist seit 2001 ein 230,68 ha großes Gebiet unter der Kenn-Nummer EU-094 als Naturschutzgebiet ausgewiesen. Das Gebiet wurde unter Schutz gestellt, um das naturnahe Fließgewässersystem sowie die angrenzenden Flächen zu erhalten und wiederherzustellen mit den für Bachtäler in diesem Landschaftsraum typischen Lebensräumen.